# Arme riddere
Arme riddere er oprindelig restemad af gammelt hvedebrød, der er blødt op i mælk og smørstegt på panden. Der drysses kanelsukker over. Der serveres traditionelt syltetøj til.
Med tiden har denne ret vundet en status, så den også har fundet vej til at kaldes en efterret (dessert), der kan laves af nyt franskbrød. Endvidere kan indgå et pisket æg. Retten er nævnt i en dansk kogebog fra 1703.
Arme Riddere er ikke af dansk oprindelse - en tidlig udgave med honning fremfor syltetøj findes i Apicius' (en) kogebog De re Coqvinaria som er nedskrevet i årene  100-500 e.v.t.:
"Aliter dulcia: siligineos rasos frangis, et buccellas maiores facies. in lacte infundis, frigis, ex in oleo, mel superfundis et inferes."
"Alternativ dessert: Du skærer hvedebrød i skiver, brækker dem i større stykker, lægger dem i mælk, steger dem i olie, hælder honning over og serverer."
Variationer af retten findes, f.eks. den amerikanske udgave French toast eller Eggy Bread tilsættes piskede æg.